# Eurotettix brevicerci
Eurotettix brevicerci är en insektsart som beskrevs av Cigliano 2007. Eurotettix brevicerci ingår i släktet Eurotettix och familjen gräshoppor. Inga underarter finns listade i Catalogue of Life.